# امانوئل آگیمانگ-بدو
امانوئل آگیمانگ-بدو (انگلیسی: Emmanuel Agyemang-Badu؛ زاده ۲ دسامبر ۱۹۹۰) بازیکن فوتبال اهل غنا است.
وی همچنین در تیم ملی فوتبال غنا بازی کرده‌است.